# Шкляр, Николай Григорьевич
Никола́й Григо́рьевич Шкляр (1878—1952) — русский советский детский писатель, драматург.

## Биография
Родился 14 апреля 1878 года в Могилеве в семье железнодорожного инженера. Окончил Могилевскую мужскую гимназию в 1895 году. Переехав в Москву, окончил в 1900 году юридический факультет Московского университета. В начале 1900-х годов женился на дочери могилевского священника Екатерине Крыловой. В 1901 году записался помощником к присяжному поверенному И. Ф. Шмидту, а по истечении стажа в 1906 году был зачислен присяжным поверенным в Московский коммерческий суд.
В Москве Н. Г. Шкляр принимал активное участие в Литературном обществе «Среда», в который также входили Викентий Вересаев, Александр Куприн, Иван Бунин, Максим Горький и др.
Был также действительным членом Общества свободной эстетики.
Н. Г. Шкляра и Ивана Бунина до 1917 года связывало не только участие в литературном кружке, но также и дружеские отношения, продолжавшиеся в виде переписки и после эмиграции Бунина. В частности, Бунин в письме Горькому пишет:

«Шлет Вам новый рассказ — по моему чудесный — Николай Григорьев Шкляр. Очень прошу Вас — обратите на него внимание.
Сердечно Ваш — Ив. Бунин»

Первые опубликованные произведения Николая Шкляра в жанре детской сказки были тепло приняты читателями.
Н. И. Сац вспоминала: 

"Первый спектакль, который я организовала для них в Грузинском народном доме 7 июня 1918 года, забыть не могу. Пьесу «Бум и Юла» Н. Шкляра по моей просьбе поставила все та же замечательная артистка Художественного театра С. В. Халютина.
<…> Мальчик Бум и девочка Юла ходят по дворам в поисках подаяния. Бум играет на скрипке. Юла танцует. Но в сказке все возможно, и они попадают во дворец короля.
<…>
После окончания спектакля дети долго, как завороженные, ходили вокруг Грузинского народного дома, подбегали к разгримировавшимся артистам, с сияющими глазами спрашивали:
«Когда будет еще?!»

Участник Книгоиздательства писателей в Москве.

В 1922 году в Харьковском русском драматическом театре была поставлена пьеса Николая Шкляра «Мыльные пузыри», музыку к которой написал молодой композитор Исаак Дунаевский.
В 1934 году Николай Шкляр — делегат Первого съезда советских писателей.В архиве НКВД имеются цитаты из частных разговоров участников этого съезда, в том числе Н. Шкляра

«Что бы там ни говорили, а основное дело сделано: поскольку с трибуны съезда прозвучали на весь мир такие замечательные речи, как речи Эренбурга, Олеши и Пастернака, доказывающие, что настоящая литература, наперекор стихиям, жива, постольку в дальнейшем эта струя живого, неказённого слова будет пробиваться, все крепче противостоя мертвящему шаблону того, что называется «пролетарской литературой».

Дружеские отношения связывали также Н. Г. Шкляра с Сергеем Михалковым, Константином Симоновым. Сохранилась его переписка с писателями Вересаевым и Шкловским.
За 2 года до смерти автора, повесть Николая Шкляра «Свет» была внесена в список запрещенной в СССР литературы (Приказ № 380. — М., 1950. Св. список — 1961. Возвр.: Приказ № 40. — М., 1988. ВП-1993.) Формальная причина запрета — контрреволюционные частушки в тексте произведения.
Возрождение интереса к творчеству Н. Г. Шкляра возникло только спустя 100 лет с момента публикации его первых произведений, так например в 2006 году Самарский студенческий театр СамГАПС представил на фестивале премьеру: новый спектакль по пьесе Шкляра «Бум и Юла».
К столетию первого издания «Летней сказочки» Н. Шкляра («Про малюточек под ёлочкой и лесного шпыря, про листвянок и дуплянок, лесовичков, моховичков и про весь народ мурзиличий») издательством «Покидышев и Сыновья» в 2011 году издана аудиокнига в сборнике «По дорогам сказок».
Умер 23 января 1952 года. Похоронен на Новодевичьем кладбище.

## Семья
Его дети:
- Галина Николаевна Шаскольская (1905—1958) — жена инженера и альпиниста Б. В. Шашскольского.
- Татьяна Николаевна (1910—1959) — кандидат биологических наук, доцент, мастер спорта, актриса кино